# Командное чемпионство WWF среди женщин
Эта статья об упразднённом командном чемпионстве WWF среди женщин. Историю современного чемпионата см.. Командное чемпионство WWE среди женщин. О других женских чемпионатах в WWE см. Женские чемпионаты WWE
Командное чемпионство WWF среди женщин (англ. WWF Women's Tag Team Championship) — был женским командным чемпионским титулом в профессиональном реслинге, Продвигался World Wrestling Federation (WWF, ныне WWE). Диктор и радиоведущий Джесси Вентура уверял, что обладательницы данного титула имеют статус чемпионок мира. Велвет Макинтайр и Принцесса Виктория были признаны первыми командными чемпионами WWF среди женщин, когда они дебютировали в промоушене в 1983 году в статусе командных чемпионок мира NWA среди женщин. Последними чемпионками стали Гламурные Девчонки (Джуди Мартин и Лейлани Кай), когда титулы были упразднены в 1989 году.

## История создания
Когда Велвет Макинтайр и Принцесса Виктория присоединились к WWF в 1983 году, они уже были действующими командными чемпионками мира NWA среди женщин. Однако после того как WWF вышли из National Wrestling Alliance, они не могли использовать их у себя, так как правами на использования женских чемпионатов NWA владела Невероятная Мула. WWF выкупили у Мулы права но оба женских чемпионата, одиночный и командный, переименовав их в чемпионство WWF среди женщин и командное чемпионство WWF среди женщин. После получение прав на чемпионат Велвет Макинтайр и Принцесса Виктория были признаны первыми командными чемпионками WWF среди женщин, а в NWA перестали продвигать женский командный чемпионат. Спустя шесть лет командные титулы были упразднены в 1989 году, а Гламурные Девчонки (Джуди Мартин и Лейлани Кай) стали последними чемпионками. В конце восьмидесятых годов женский ростр был представлен небольшим количеством исполнительниц, что приводило к отсутствию женских команд как таковых.
24 декабря 2018 года в одном из эпизодов WWE Raw, председатель совета директоров, главный операционный директор WWE Винсент Макмен объявил, что в 2019 году будет представлен новый женский командный чемпионат. Однако он не будет иметь не чего общего с прошлым чемпионатом, история чемпионства будет начата заново.

## Статистика
| Рекорд                     | Обладатель                                             | Значение | Примечания                                                                                             |
| -------------------------- | ------------------------------------------------------ | -------- | --- |
| Самое долгое чемпионство   | Гламурные Девчонки (Джуди Мартин и Лейлани Кай)        | 906 дней | У них также самое длинное комбинированное чемпионство в 1157 дней.                                     |
| Самое короткое чемпионство | The Jumping Bomb Angels (Норио Татено и Ицуки Ямазаки) | 136 дней | Завоевали титул в матче две победы из трёх.                                                            |
| Самые тяжёлые чемпионы     | Гламурные Девчонки (Джуди Мартин и Лейлани Кай)        | 136 кг   | Они единственные 2-ы коронованы титулами Командное чемпионство WWF среди женщин.                       |
| Самые лёгкие чемпионы      | The Jumping Bomb Angels (Норио Татено и Ицуки Ямазаки) | 131 кг   | Завоевали свои титулы на PPV Королевская битва (1988). Остальные смены чемпионств были на Домашнем шоу |

## История титула

### Действующие Командные чемпионы WWF среди женщин
В настоящее время чемпионство упразднёно

### Список чемпионов
|  |  |

|  |  |

|  |  |

|  |  |

|  |  |

|  |  |

|  |  |

|  |  |

### По количеству дней владения титулом

#### Как команда
| Символ | Значение              |
| ------ | --------------------- |
| +      | Действующие чемпионки |

На июль 2025 года
| № | Команда и Группировка                                  | Чемпионских титулов | Дней чемпионства |
| - | ------------------------------------------------------ | ------------------- | ---------------- |
| 1 | Гламурные Девчонки (Джуди Мартин и Лейлани Кай)        | 2                   | 1157             |
| 2 | Велвет Макинтайр и Принцесса Виктория                  | 1                   | 574              |
| 3 | Велвет Макинтайр и Дезире Петерсен                     | 1                   | 237              |
| 4 | The Jumping Bomb Angels (Норио Татено и Ицуки Ямазаки) | 1                   | 136              |

#### Как рестлер
| Символ | Значение              |
| ------ | --------------------- |
| +      | Действующая чемпионка |

На июль 2025 года
| № | Рестлер            | Чемпионских титулов | Дней чемпионства |
| - | ------------------ | ------------------- | ---------------- |
| 1 | Лейлани Кай        | 2                   | 1157             |
| 1 | Джуди Мартин       | 2                   | 1157             |
| 3 | Велвет Макинтайр   | 2                   | 811              |
| 4 | Принцесса Виктория | 1                   | 574              |
| 5 | Дезире Петерсен    | 1                   | 237              |
| 6 | Норио Татено       | 1                   | 136              |
| 6 | Ицуки Ямазаки      | 1                   | 136              |

### Комментарии
1. ↑  Это считалось вторым чемпионством Макинтайр.